# Genysa
Genysa là một chi nhện trong họ Idiopidae.